# Ruleta
Ruleta è un singolo della cantante rumena Inna. Pubblicato in download digitale il 21 giugno 2017 ed estratto come secondo singolo ufficiale dal quinto album della cantante Nirvana. Il singolo ha visto la partecipazione del cantante rumeno Erik.

## Descrizione
Ruleta è un brano dance pop dal ritmo latino americano come il reggaeton. Il video per accompagnare il brano è stato registrato in Messico, insieme al cantante del posto "Erik" e alcuni ballerini.

## Tracce
Testi e musiche di Andrew Frampton, Breyan Isaac, Andreas Schuller e Erik; edizioni musicali Global Records.
1. Ruleta – 3:14